# Ciclismo nos Jogos Olímpicos de Verão de 2008 - Estrada contra o relógio masculino
A prova de Estrada contra o relógio masculino do ciclismo nos Jogos Olímpicos de Verão de 2008 foi disputada em 13 de agosto de 2008. 39 ciclistas percorreram uma distância de 47,3 km.
Em 17 de novembro de 2009 o Comitê Olímpico Internacional desclassificou o alemão Stefan Schumacher, 13º colocado da prova, por testar positivo no exame antidoping para a substância CERA, uma evolução da eritropoietina.

## Calendário
Horário de Pequim (UTC+8)
| Dia                                | Hora        |
| ---------------------------------- | ----------- |
| Quarta-feira, 13 de agosto de 2008 | 13:30-17:00 |

## Medalhistas
| Ouro   | SUI Fabian Cancellara |
| Prata  | SWE Gustav Larsson    |
| Bronze | USA Levi Leipheimer   |

## Classificação
| Pos. | Atleta                   | Tempo      |
| ---- | ------------------------ | ---------- |
|      | SUI Fabian Cancellara    | 1h 02′ 11″ |
|      | SWE Gustav Larsson       | 1h 02′ 44″ |
|      | USA Levi Leipheimer      | 1h 03′ 21″ |
| 4    | ESP Alberto Contador     | 1h 03′ 29″ |
| 5    | AUS Cadel Evans          | 1h 03′ 34″ |
| 6    | ESP Samuel Sánchez       | 1h 04′ 37″ |
| 7    | CAN Svein Tuft           | 1h 04′ 39″ |
| 8    | AUS Michael Rogers       | 1h 04′ 46″ |
| 9    | NED Stef Clement         | 1h 04′ 59″ |
| 10   | NED Robert Gesink        | 1h 05′ 02″ |
| 11   | GBR Steve Cummings       | 1h 05′ 07″ |
| 12   | USA David Zabriskie      | 1h 05′ 17″ |
| 13   | GER Bert Grabsch         | 1h 05′ 26″ |
| 14   | ITA Vincenzo Nibali      | 1h 05′ 36″ |
| 15   | CAN Ryder Hesjedal       | 1h 05′ 42″ |
| 16   | EST Rein Taaramäe        | 1h 05′ 47″ |
| 17   | RUS Vladimir Karpets     | 1h 05′ 52″ |
| 18   | DEN Chris Anker Sørensen | 1h 05′ 55″ |
| 19   | RUS Denis Menchov        | 1h 06′ 10″ |
| 20   | BLR Vasil Kiryienka      | 1h 06′ 12″ |
| 21   | ITA Marzio Bruseghin     | 1h 06′ 20″ |
| 22   | LUX Kim Kirchen          | 1h 06′ 29″ |
| 23   | KAZ Andrey Mizourov      | 1h 06′ 32″ |
| 24   | COL Santiago Botero      | 1h 06′ 35″ |
| 25   | BEL Maxime Monfort       | 1h 07′ 12″ |
| 26   | HUN László Bodrogi       | 1h 07′ 27″ |
| 27   | SLO Simon Špilak         | 1h 07′ 34″ |
| 28   | SVK Matej Jurčo          | 1h 07′ 52″ |
| 29   | ARG Matías Médici        | 1h 07′ 53″ |
| 30   | RSA David George         | 1h 07′ 55″ |
| 31   | UKR Andriy Hryvko        | 1h 08′ 01″ |
| 32   | DEN Brian Bach Vandborg  | 1h 08′ 10″ |
| 33   | POL Przemysław Niemiec   | 1h 08′ 43″ |
| 34   | IRI Hossein Askari       | 1h 08′ 46″ |
| 35   | LAT Raivis Belohvoščiks  | 1h 08′ 54″ |
| 36   | UKR Denys Kostyuk        | 1h 09′ 04″ |
| 37   | CRO Matija Kvasina       | 1h 09′ 06″ |
| 38   | JPN Fumiyuki Beppu       | 1h 11′ 05″ |
| DSQ  | GER Stefan Schumacher    | 1h 05′ 25″ |